# Neuenweg
Neuenweg este o comună din landul Baden-Württemberg, Germania.